# Partido de Lanús
Partido de Lanús är en kommun i Argentina.   Den ligger i provinsen Buenos Aires, i den centrala delen av landet. Partido de Lanús ligger nära huvudstaden Buenos Aires. Antalet invånare är 212 152. Arean är 45 kvadratkilometer.
Terrängen i Partido de Lanús är mycket platt.
Runt Partido de Lanús är det i huvudsak tätbebyggt. Runt Partido de Lanús är det mycket tätbefolkat, med 5 399 invånare per kvadratkilometer.